# Pogonostoma minimum
Pogonostoma minimum is een keversoort uit de familie van de loopkevers (Carabidae). De wetenschappelijke naam van de soort is voor het eerst geldig gepubliceerd in 1899 door Fleutiaux.